# Гоциридзе, Михаил Давидович
Михаи́л Дави́дович Гоцири́дзе (груз. მიხეილ დავითის ძე გოცირიძე; 1905—1993) — советский деятель промышленности, директор завода. Руководил Дзержинским заводом им. Я. М. Свердлова с 1953 по 1960 год.

## Биография
Родился 21 февраля 1905 года в селе Хотеви Рачинского уезда Кутаисской губернии (ныне Амбролаурского муниципалитета края Рача-Лечхуми и Квемо-Сванети Грузии) в семье крестьян-середняков.
В 1926 году окончил Тифлисский химико-технологический техникум, затем работал на химзаводах Рязанской области и Москвы.
В 1930 году приехал в Дзержинск в Нижегородском крае и устроился в 7-й цех завода № 80. В этом цехе прошёл путь от сменного инженера до заместителя начальника цеха и в 1939 году был назначен начальником цеха № 3, где проработал в этой должности до 1944 года. В войну завод выполнял ответственные задания Государственного комитета обороны.
В 1944 году Гоциридзе назначили главным инженером завода, а в 1953 году — директором. При его непосредственном участии в 1956 году на базе цеха № 3 был организован новый цех по сборке стиральных машин «Ока», которая благодаря простоте и надёжности конструкции, быстро завоевала себе прочное место на рынке отечественных товаров народного потребления в СССР.
Дзержинский завод во время директорства Гоциридзе шефствовал над городским домом ребёнка № 2.
В 1960 году М. Д. Гоциридзе был назначен начальником Управления химии Волго-Вятского совнархоза. Он курировал родное предприятие, часто бывал на строящихся производствах и после ликвидации управления в 1965 году ушёл на пенсию.
Умер 28 сентября 1993 года на 89-м году жизни, похоронен на Новом городском кладбище Дзержинска.
Родные братья:
- Гоциридзе, Виктор Давидович (1910—1995) — советский инженер-строитель, руководитель Тбилисского метростроя, построившего Тбилисский метрополитен, Герой Социалистического Труда.
- Гоциридзе, Илья (Илларион) Давидович (1897—1968) — советский государственный и хозяйственный деятель. Генерал-директор движения 1-го ранга.

## Награды и звания
- Награждён орденами Ленина, Трудового Красного Знамени, Красной Звезды, «Знак Почёта», а также медалями СССР.
- 21 июня 1979 года решением Дзержинского городского Совета народных депутатов ему было присвоено звание «Почётный гражданин города Дзержинск».
- Награждён Почетной грамотой Президиума Верховного Совета РСФСР[2].